# جارد برادلي فلاغ
جارد برادلي فلاغ (بالإنجليزية: Jared Bradley Flagg)‏ هو رسام أمريكي، ولد في 16 يونيو 1820 في نيو هيفن في الولايات المتحدة، وتوفي في 25 سبتمبر 1899 في نيويورك في الولايات المتحدة.

## معرض صور

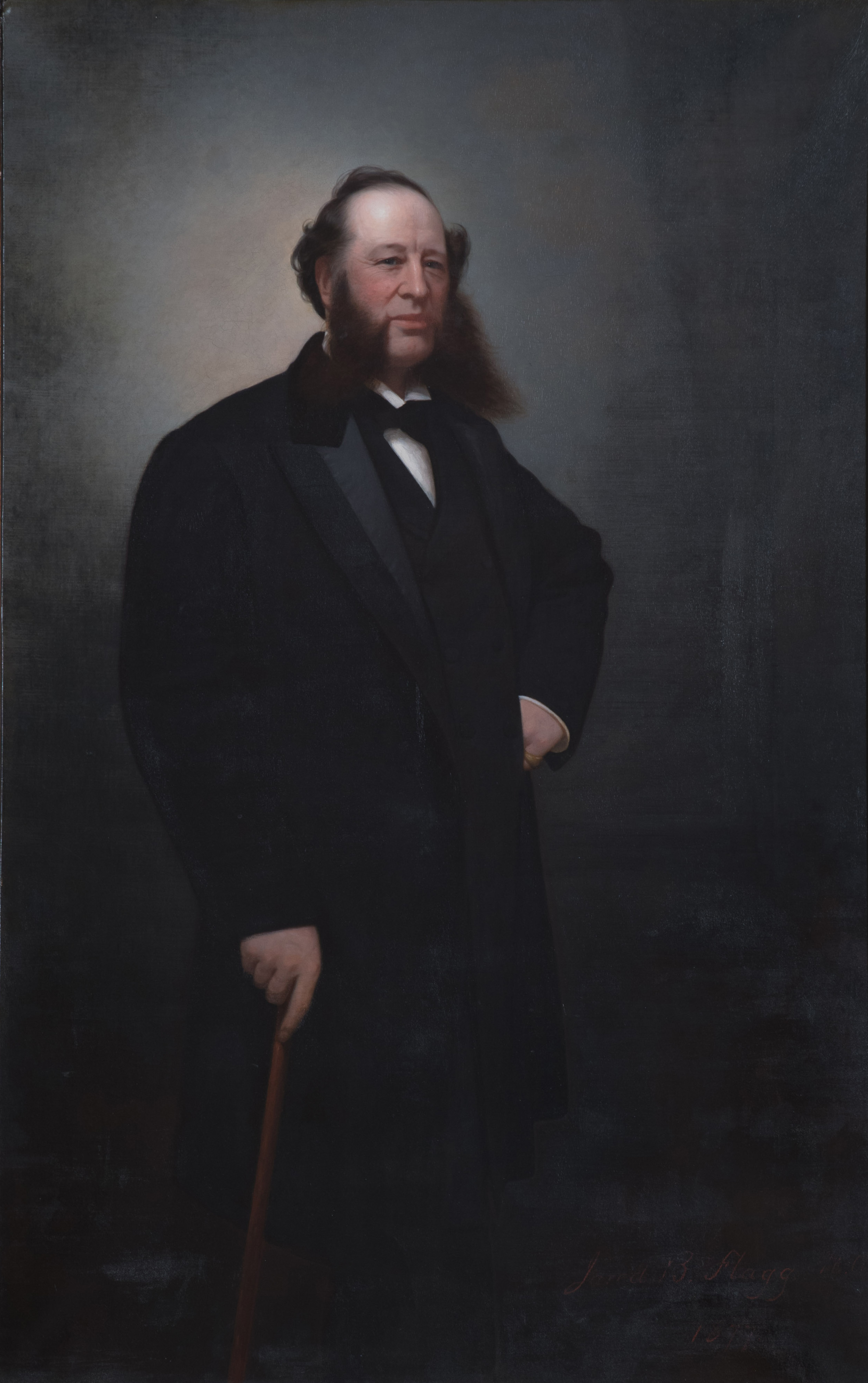
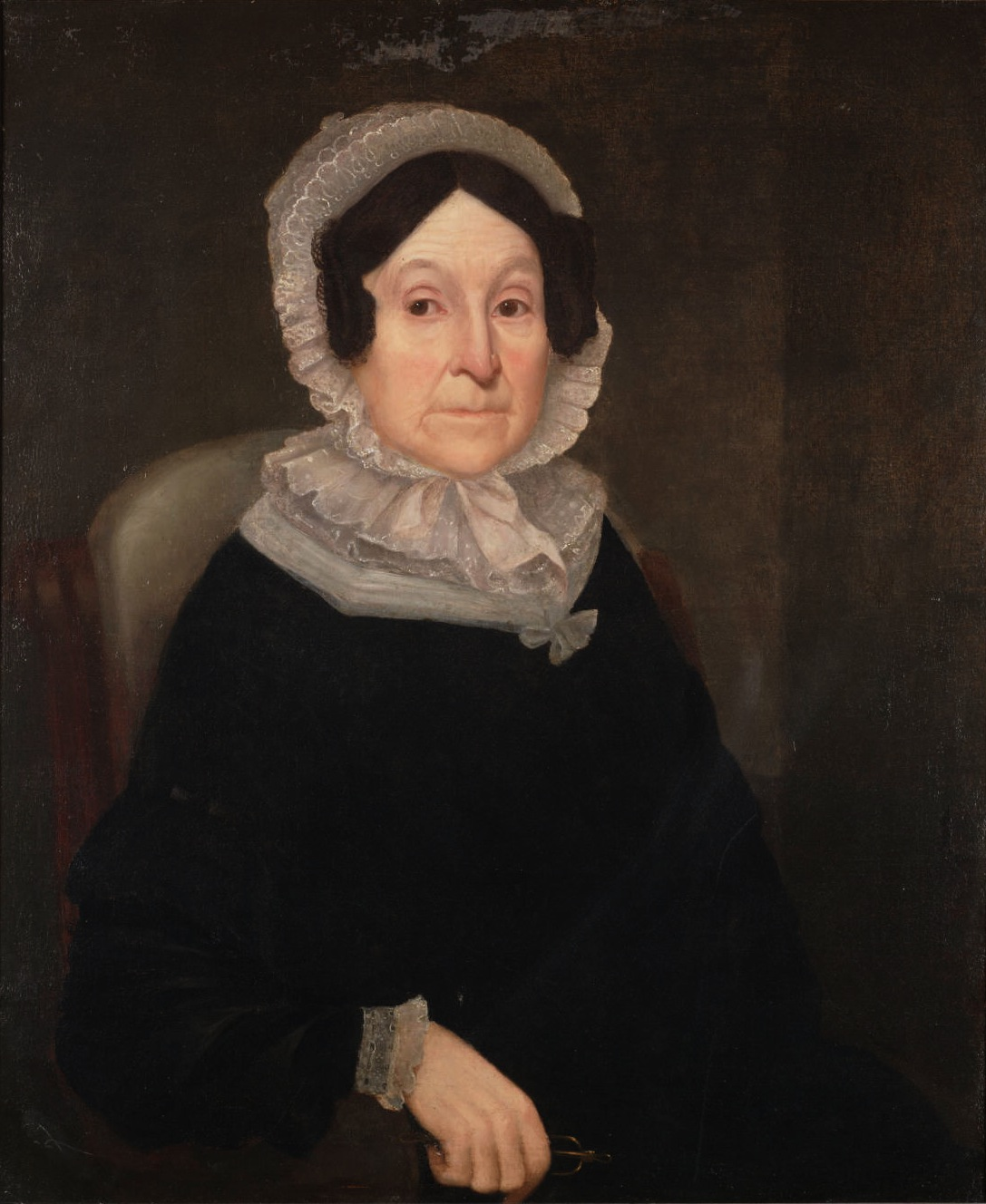
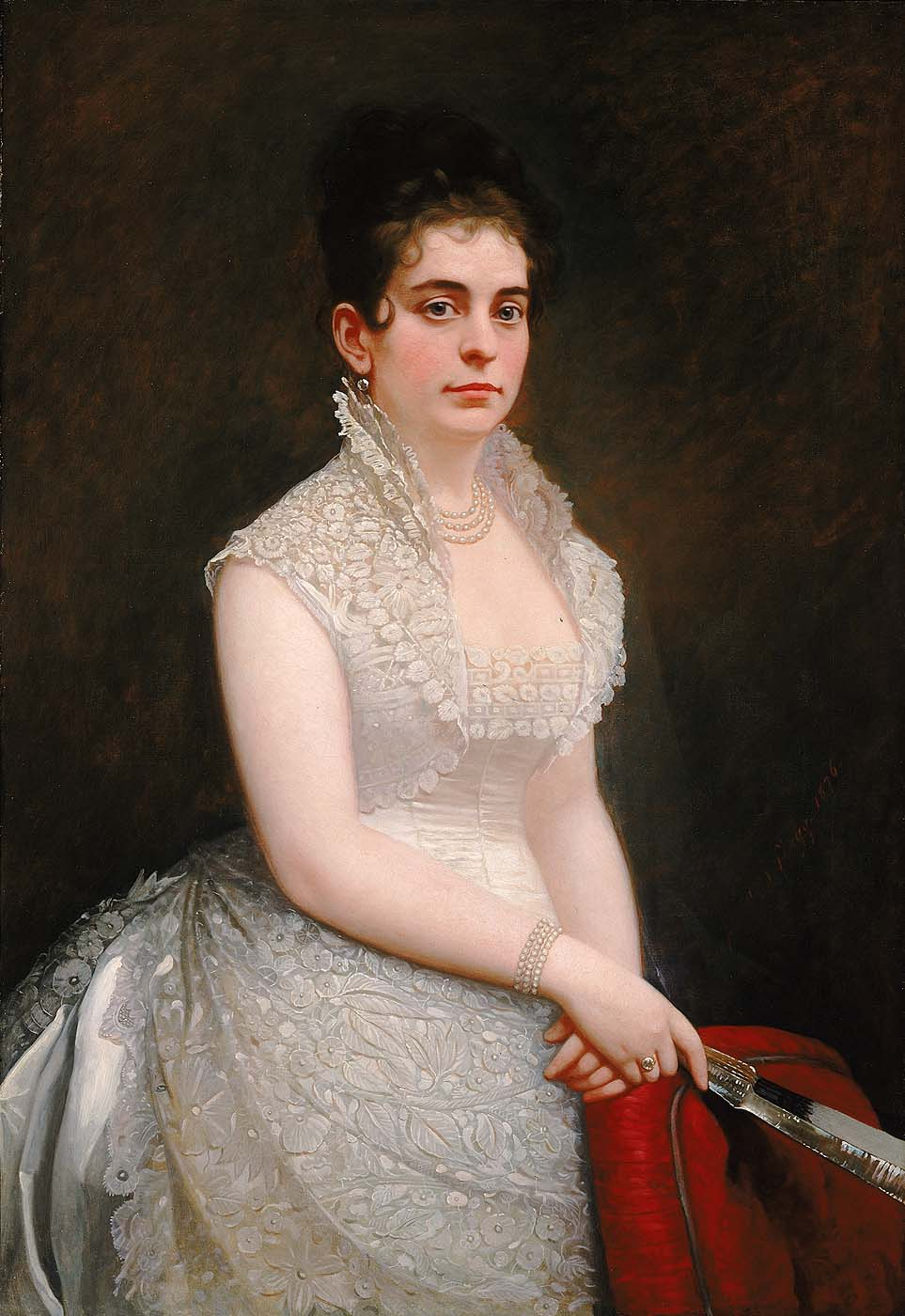
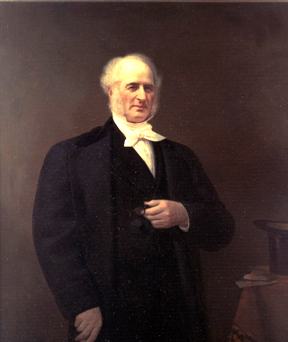
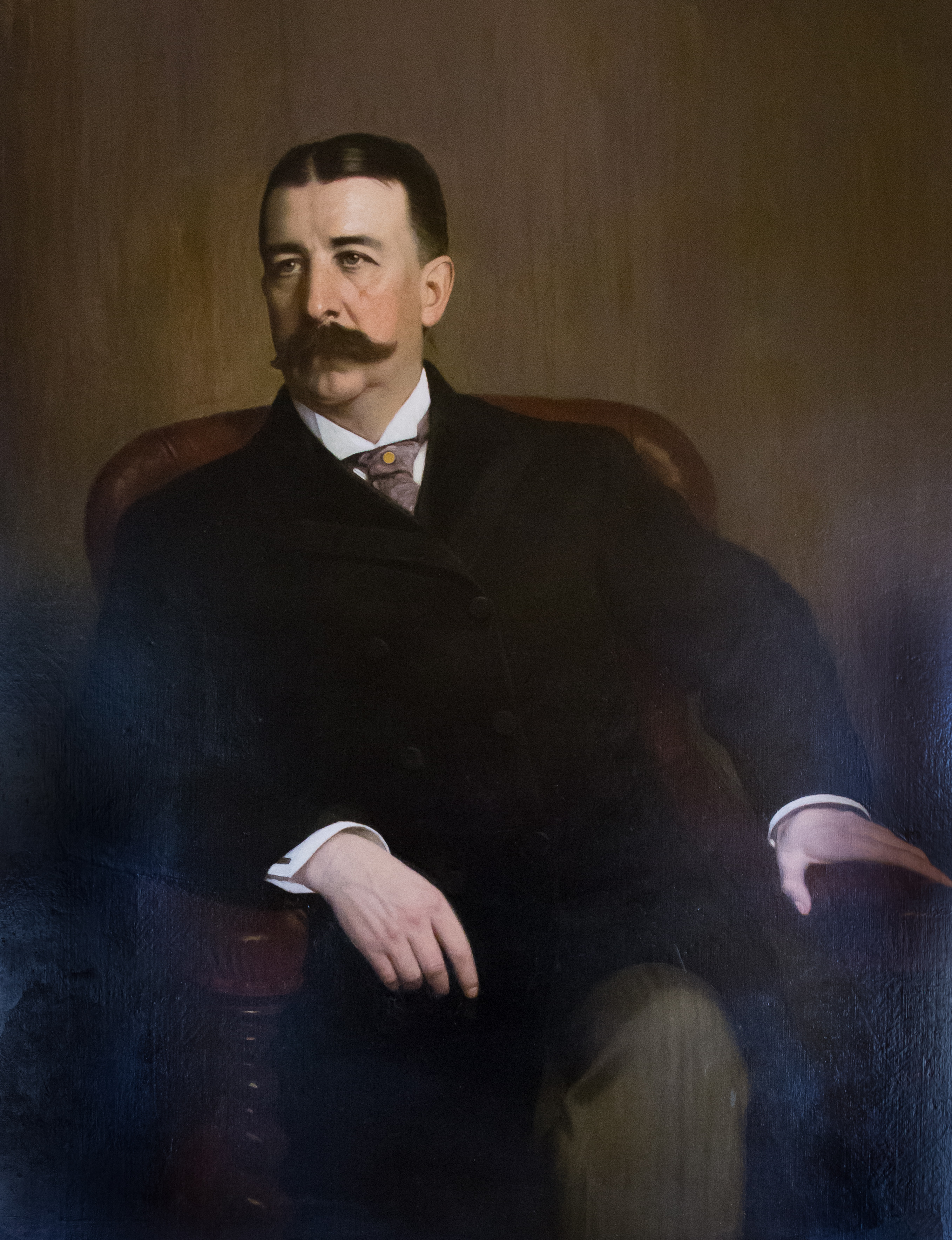
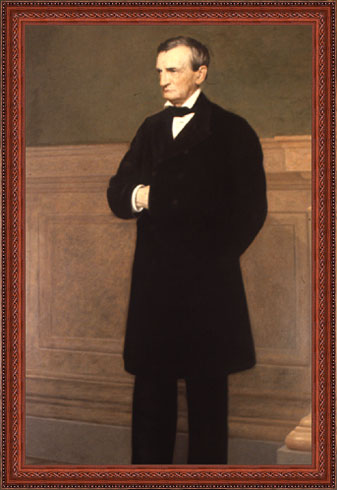